# 北京延安儿女联谊会
北京延安儿女联谊会，是1949年前参加中国共产党、参加革命的老干部子女的非官方联谊组织。据其会长所称，延安儿女联谊会没有在民政部门正式注册登记。

## 简介
北京延安儿女联谊会的前身是“新华儿女联谊会”。1984年4月18日，北京101中学、北京师范大学附属女子中学、育才学校55、56届校友聚会，成立了“新华儿女联谊会”。在李伟信、邢立统、韩鑫、刘廷晓等校友的组织及各位校友的参与下，联谊活动逐步扩大范围，到1990年代初已扩大到当年陕甘宁边区延安的延安保育院小学部（“保小”）、延安八路军抗日军人家属子弟小学（“抗小”）、延安中学（“延中”）、延安自然科学院补习班，晋冀鲁豫边区的邯郸行知学校（“行知”），晋察冀边区的光明小学（“光明”）、荣臻学校（“荣臻”）以及中共中央进北京前后建立的育才学校（“育才”）、八一学校（“八一”）、育英学校（“育英”）、华北小学（“华北”）等中小学的校友，后来又扩大到延安保育院、洛杉矶托儿所、苏联国际儿童院、华东干部子弟学校、中南“一小”、“二小”等校的校友。
1993年，在纪念毛泽东诞辰一百周年筹备会上，有人提出“新华儿女联谊会”一名已无法反映该组织的内涵，经研究协商，乃确定“延安儿女”的概念是“父辈在延安生活、工作过的后代和在延安出生、学习、成长起来的孩子们”，并将组织的名称改定为“北京延安儿女校友联谊会”，以这新会名组织了纪念毛泽东诞辰一百周年活动。1998年，该会将每年的春节团拜会改为不定期多次举行的小会，并先后成立了舞蹈、合唱、太极拳、书画、生活保健小组。1998年夏秋季节，该会领导班子换届，以育英学校、北京101中学、育才学校、八一学校、北京师范大学附属女子中学、华北小学等中小学的校友为主，推荐了理事会候选人，选举产生以马青柯担任会长的会长会议。
2001年，在该会21世纪首次理事扩大会上，将该会名称改为“北京延安儿女联谊会”，以反映该会会员已不限于上述六校校友。2002年，以胡木英担任会长，组成该会理事会及会长会议。当时，该会吸收的“延安儿女”限在当年在校享受供给制的校友。2008年新春团拜会上，该会明确改将“延安儿女”定位为“老一辈于1949年建国前参加共产党、参加革命的后代们”，大大拓宽了会员的吸收范围。该会的宗旨为：“继承革命传统，弘扬延安精神，联谊革命后代的情谊，讴歌民族正气，为老少边穷地区做些力所能及的工作。” 
2014年11月6日至10日，延安儿女联谊会成立30周年图片展在民族文化宫举行。